# Речичи, Элис
Элис Мари Речичи (англ. Elise Maree Rechichi; род. 11 января 1986, Перт, Австралия) — австралийская яхтсменка, выступающая в классе гоночных яхт 470. Участница двух Олимпиад. В 2008 году завоевала золотую медаль на Олимпийских играх.
Замужем за австралийским автогонщиком Карлом Рейндлером, у супругов двое детей.

## Спортивная карьера
Родилась в спортивной семье. Двоюродный брат бабушки, Ричард Эванс, судья по международному крикету. Двоюродный брат отца, Дэнни Речичи, занимается водным поло и плаванием. 
Парусным спортом занялась в возрасте 7 лет по настоянию родителей.
Впервые приняла участие в соревнованиях в возрасте 8 лет в 1994 году.
Первое выигранное соревнование в 1998 году.
Две травмы:
1. 2006 — плечо,
2. 2008 — спина.

## Статистика

### 470
До 2008 выступала с Паркинсон, Тесса.
С 2011 выступает с Стоуэлл, Белинда.
| Соревнование/Год                   | 2008 | 2011 | 2012 |
| ---------------------------------- | ---- | ---- | ---- |
| Летние Олимпийские игры            | 1    | -    | 7    |
| Чемпионат мира по парусному спорту | -    | 9    | -    |
| Чемпионат мира в классе 470        | 3    | -    | -    |